# Crypteroniaceae
Die Crypteroniaceae sind eine Pflanzenfamilie in der Ordnung der Myrtenartigen (Myrtales). Sie besitzen eine rein paläotropische Verbreitung.

## Beschreibung
Bei den Arten dieser Familie handelt es sich um immergrüne Bäume und Sträucher. Junge Zweige sind oft vierkantig. Die kurz gestielten Laubblätter sind wie bei den meisten anderen Myrtenartigen gegenständig angeordnet. Die einfachen Blattspreiten sind ledrig. Nebenblätter sind winzig oder nur rudimentär vorhanden.
Viele Blüten stehen in achselständigen, traubigen, ährigen oder rispigen Blütenständen zusammen.
Die Blüten sind zwittrig oder eingeschlechtig, wenn sie eingeschlechtig sind, dann sind die Pflanzen zweihäusig getrenntgeschlechtig (diözisch). Die kleinen Blüten sind radiärsymmetrisch und meist vier- bis fünfzählig, selten sechszählig. Es ist ein Hypanthium ausgebildet. Kelchblätter sind bei allen Gattungen vorhanden. Kronblätter fehlen bei Crypteronia, sind bei den anderen Gattungen vorhanden. Es ist meist nur ein Kreis mit vier oder fünf, selten sechs freien fertilen Staubblättern vorhanden; bei Axinandra sind zwei Kreise mit je fünf freien, fertilen Staubblättern vorhanden. Die Staubbeutel sind klein. Die zwei bis fünf Fruchtblätter sind zu einem ober- bis unterständigen Fruchtknoten verwachsen. In jeder Blüte ist nur ein Griffel mit einer meist kopfigen Narbe vorhanden.
Es werden Kapselfrüchte gebildet, die bis 100 Samen enthalten. Die kleinen Samen sind ungeflügelt oder haben einen oder zwei häutige Flügel.

## Systematik
Die Familie Crypteroniaceae wurde 1868 durch Alphonse Louis Pierre Pyrame de Candolle in Augustin Pyramus de Candolle & Alphonse Louis Pierre Pyrame de Candolle: Prodromus Systematis Naturalis Regni Vegetabilis, 16 (2), S. 677 aufgestellt. Typusgattung ist Crypteronia Blume.
Crypteroniaceae sind innerhalb der Ordnung der Myrtales am nächsten mit den Familien der Penaeaceae aus dem südlichen Afrika und Alzateaceae aus der Neotropis verwandt. Man glaubt, dass ihr gemeinsamer Vorfahre in der Kreidezeit im westlichen Gondwana beheimatet war. Die Crypteroniaceae drifteten mit dem Indischen Subkontinent nordwärts nach dem Auseinanderbrechen des Superkontinentes. Noch vor der Kollision mit Asien waren die drei Gattungen entstanden und verbreiteten sich danach auf das heutige Areal: in Südostasien, dem Malaiischen Archipel und Sri Lanka.
Die Familie Crypteroniaceae enthält drei Gattungen mit etwa zwölf Arten:
- Axinandra Thwaites: Mit vier Arten:[3]
  - Axinandra alata Baill.: Sie kommt in Sarawak vor.[3]
  - Axinandra beccariana Baill. (Syn.: Axinandra borneensis Bakh.f.): Sie kommt auf der südlichen Malaiischen Halbinsel und auf Borneo vor.[3]
  - Axinandra coriacea Baill.: Sie kommt auf Borneo vor.[3]
  - Axinandra zeylanica Thwaites: Sie kommt in Sri Lanka vor.[3]

- Crypteronia Blume: Mit sieben Arten:
  - Crypteronia borneensis J.T.Pereira & K.M.Wong: Sie kommt in Borneo vor.[3]
  - Crypteronia cumingii (Planch.) Endl.: Sie kommt von Malesien bis Neuguinea vor.[3]
  - Crypteronia elegans J.T.Pereira & K.M.Wong: Sie kommt in Borneo vor.[3]
  - Crypteronia glabriflora J.T.Pereira & K.M.Wong: Sie kommt in Borneo vor.[3]
  - Crypteronia griffithii C.B.Clarke: Sie kommt in Myanmar, Malaysia, Boneo und Sumatra vor.[3]
  - Crypteronia macrophylla Beus.-Osinga: Sie kommt in Borneo vor.[3]
  - Crypteronia paniculata Blume: Mit zwei Varietäten:
    - Crypteronia paniculata var. paniculata: Sie kommt von Assam bis zum westlichen Malesien und den Philippinen vor.[3]
    - Crypteronia paniculata var. pubescens (Wall.) Kurz: Sie kommt in Thailand, Malaysia, Myanmar, Kambodscha, Laos und Vietnam vor.[3]

- Dactylocladus Oliv.: Mit nur einer Art:
  - Dactylocladus stenostachys Oliv. Sie ist den Tiefland-Sumpfwäldern von Borneo beheimatet.[3] Das Holz wird genutzt.